# Emiliano Álvarez
Emiliano Álvarez Arana (Rentería, 25 ottobre 1912 – Viña del Mar, 1º giugno 1987) è stato un ciclista su strada spagnolo.
Professionista dal 1932 al 1939, conta un successo di tappa alla Vuelta a España.

## Carriera
Álvarez iniziò a correre nel 1932 riuscendo subito ad aggiudicarsi una corsa, una tappa della Vuelta a Levante. Nel 1933 riuscì nuovamente a vincere una tappa alla Vuelta a Levante che concluse al secondo posto della classifica generale. Terminò anche settimo alla Vuelta a Galicia e partecipò alla Paris-Nice.
Nel 1934 riuscì a vincere quattro corse, fra cui una estera, la Bordeaux-Angoulème.
Nel 1935 partecipò alla prima Vuelta a España della storia, nella quale si ritirò ma ottenne un secondo posto nella quarta tappa con arrivo a Santander. Fu inoltre quinto nella Vuelta al País Vasco e terzo alla Bordeaux-Angoulème.
Nel 1936 vinse la sua prima ed unica tappa alla Vuelta a España, la ventunesima ed ultima con arrivo a Madrid, e riuscì anche ad aggiudicarsi il Grand Prix de la Bicicleta Eibarresa.
Ottenne la ultima vittoria in Francia, nel 1939, quando si impose nel Circuito dei Pirenei. Nel 1938 fu terzo al Giro di Corsica.

## Palmarès
- 1932

5ª tappa Vuelta a Levante
- 1933

5ª tappa Vuelta a Levante
- 1934

Prueba Villafranca de Ordizia
Bordeaux-Angouléme
Barcellona-Jaca
Vuelta a Irun
- 1935

Vuelta al Valle de Leniz
- 1936

Grand Prix de la Bicicleta Eibarresa
21ª tappa Vuelta a España
- 1939

2ª tappa Circuit des cols pyrénéens
Classifica generale Circuit des cols pyrénéens

## Piazzamenti

### Grandi Giri
- Tour de France

1935: ritirato (12ª tappa)
1936: 24º
1938: squalificato (9ª tappa)
- Vuelta a España

1935: ritirato
1936: 8º